# Celama yoshinensis
Celama yoshinensis är en fjärilsart som beskrevs av Alfred Ernest Wileman och West 1929. Celama yoshinensis ingår i släktet Celama och familjen trågspinnare. Inga underarter finns listade i Catalogue of Life.